# Ibrahim ben Youssef
Pour les articles homonymes, voir Ibrahim et Youssef.
Ibrahim ben Youssef, connu sous le nom d'Ibrahim ben Tayast (? - Tizi an-alainat, 1134) est un wali de Séville et un général almoravide, fils de Youssef ben Tachfine et d'une femme noire, et frère d'Ali ben Youssef, l'émir almoravide.

## Biographie
Comme d'autres princes almoravides berbères, il reçoit une éducation militaire et religieuse pour devenir wali. 
Son frère l'émir Ali ben Youssef, qui n'avait pas accordé beaucoup d'importance aux attaques d'Alphonse d'Aragon jusqu'à la chute de Saragosse, lui demande de consacrer l'hiver de 1119 à 1120 à préparer une expédition pour récupérer le terrain perdu dans la vallée de l'Èbre. En arrivant au printemps de 1120, Coria récupère, ce qui avait été conquit par Alphonse VI de Castille en 1079. 
À la demande de son frère, il part avec les contingents de Grenade commandés par Abou Mohammed ben Tinagmar al-Lamtuni, de Mursiya, Abou Yaqub Yintan ben Ali de Lérida, ben Zarada et l'émirat de Molina avec Azzoun ben Ghalboun, mais ils sont défaits à la bataille de Cutanda.
Il reste wali de Séville jusqu'en 1122, reçoit le commandement au Grand Atlas de combattre les Almohades, qui ont commencé à se mobiliser en 1121. Il meurt au combat contre eux à Tizi an-alainat en 1134.